# 우로시 라치치
우로시 라치치(세르비아어: Урош Рачић, Uroš Račić, 1998년 3월 17일 ~ )는 세르비아의 축구 선수로 현재 그리스 수페르리가 엘라다의 클럽인 아리스 테살로니키에서 활동 중이다.